# Robert Wolf (Dramatiker)
Robert Wolf (* 20. April 1965 in Graz) ist ein österreichischer Dramatiker und Physiker.

## Leben
Robert Wolf erlernte den Beruf des Nachrichtenelektronikers, besuchte das Abendgymnasium und begann während des sich anschließenden Physikstudiums zu schreiben. Wolf schreibt Theaterstücke, Dramolette und Hörspiele. Seit 2004 ist er auch als technischer Redakteur in der Automatisierungstechnik tätig (u. a. im Themengebiet der Robotik). Seit 2008 lebt er mit seiner Frau und seinen beiden Söhnen in der Oststeiermark.

## Werke

### Theaterstücke
- Der Entropist (Uraufführung an der Karl-Franzens-Universität Graz am 4. November 1997, Regie: Helmut Köpping)
- Zyankali 2000 (Uraufführung an den Bühnen Graz am 30. April 1998, Regie: Michael Schilhan)[3]
- Der ausgelieferte Enkel (Uraufführung im Stift St. Lamprecht am 8. August 1998, Regie: Alfred Haidacher)
- Der Rußland-Salon (Szenische Lesung im Schauspielhaus Hamburg am 7. Mai 1999)
- Die Unterschrift (Uraufführung steirischer herbst in Koproduktion mit den Bühnen Graz am 2. Oktober 1999, Regie: Michael Schilhan)
- Kopfäktschn (Uraufführung am Wiener Volkstheater am 8. Februar 2000, Regie: Michael Schilhan)
- Superpositionen – ein szenisches Experiment (Uraufführung in der Aula der Karl-Franzens-Universität Graz am 26. September 2000 auf Einladung der Österreichischen Physikalischen Gesellschaft, die zum 50. Mal tagte, Regie: Robert Wolf)
- Im Club der einsamen Herzen (Uraufführung vom forum stadtpark theater Graz in Koproduktion mit dem Theater Phoenix Linz im Forum Stadtpark Graz am 21. Februar 2001, Regie: Steffen Höld)
- Im Club der einsamen Herzen (Premiere am Theater Phoenix in Linz am 22. März 2001)
- Superpositionen – ein szenisches Experiment (Premiere im großen Sendesaal des RadioKulturhauses in Wien am 15. Mai 2001 auf Einladung der Ö1-Wissenschaftsredaktion (ORF) im Rahmen der Veranstaltung „Password Wissenschaft“ mit dem Physiker Anton Zeilinger)
- Frankfurt-New York (Szenische Lesung im Rahmen der „Frankfurter Positionen“ (BHF-Bank) mit Schauspielern von schauspielfrankfurt und TAT im Poelzig-Bau, Frankfurt am Main am 1. Oktober 2001)
- Der Rußland-Salon (Uraufführung steirischer herbst – in Koproduktion mit dem Wiener Rabenhof.THEATER am 18. Oktober 2001, Regie: Georg Staudacher)
- Der Rußland-Salon (Premiere am Wiener Rabenhof.THEATER am 28. Oktober 2001)
- Magenta (Uraufführung Landestheater Salzburg in Koproduktion mit den Bühnen Graz am 7. Dezember 2002, Regie: Michael Schilhan)
- Magenta (Premiere im Grazer Orpheum am 15. Jänner 2003)
- Wach auf, mein Engel (Uraufführung am theater lechthaler-belic in Graz am 21. März 2007, Regie: Nikolaus Lechthaler)
- Der Entropist (Uraufführung der Neufassung im werkraumstudio Graz am 19. Mai 2017, Regie: werkraumtheater Graz – Franz Blauensteiner und Rezka Kanzian)

Einige von Robert Wolfs Stücken sind in mehrere Sprachen übersetzt worden.

### Hörspiele
- Der Entropist (Vorursendung im RadioKulturhaus in Wien am 27. Februar 2006 mit anschließender Publikumsdiskussion)
  - Der Entropist (Ursendung im ORF Ö1 am 28. Februar 2006, Regie: Götz Fritsch)[4]
- Der Vergelter (Ursendung im ORF Steiermark in „Kultur spezial“ am 2. April 2006)

### Bücher
- Zyankali 2000, publiziert in Spectaculum 69, Suhrkamp Verlag, ISBN 978-3-518-41091-2.
- Kopfäktschn / Im Club der einsamen Herzen. Stücke und Materialien. edition suhrkamp theater, Frankfurt am Main 2001, ISBN 978-3-518-13410-8.
- Projekt Psi / Frankfurt New York. Stücke und Materialien. edition suhrkamp theater, Frankfurt am Main 2002, ISBN 978-3-518-13422-1.

### Weitere Veröffentlichungen (Auswahl)
- Der Entropist, Theaterstück, publiziert in Lichtungen 73 Zeitschrift für Literatur, Kunst und Zeitkritik
- Griestag, Dramolett, publiziert in Lichtungen 97 Zeitschrift für Literatur, Kunst und Zeitkritik
- Der Entropist, Hörspiel (Auszug), publiziert in Lichtungen 100 Zeitschrift für Literatur, Kunst und Zeitkritik
- Kopfäktschn. Theaterstück, publiziert in kolik 4 Zeitschrift für Literatur
- Das Murinsel-Dramolett. Dramolett, publiziert u. a. in kolik 17 Zeitschrift für Literatur
- Der Vergelter. Dramolett, publiziert u. a. in kolik 19 Zeitschrift für Literatur
- Albert Camus, jüngster inoffizieller Stadtschreiber von Graz. Erzählung, publiziert u. a. in kolik 21 Zeitschrift für Literatur
- Der erste Apache in Graz. Dramolett, publiziert in kolik 63 Zeitschrift für Literatur

## Auszeichnungen
- 1996 – Dramatikerstipendium der Stadt Graz
- 1996 – Literaturförderpreis der Stadt Graz
- 1997 – Österreichisches Dramatikerstipendium
- 1998 – Literaturstipendium des Landes Steiermark
- 1999 – Dramatikerstipendium der Literar-Mechana
- 2001 – Stipendium der BHF-Bank, „Frankfurter Positionen 2001“
- 2002 – Österreichisches Dramatikerstipendium